# Fully
Fully is een gemeente en plaats in het Zwitserse kanton Wallis en maakt deel uit van het district Martigny.
Fully telt 8.181 inwoners.

## Geboren
- Julien Taramarcaz (1987), veldrijder